# 極島冒險 溜浪玖壹壹
《極島冒險 溜浪玖壹壹》(Extreme Wonderland)，為臺灣首部「明星+毛小孩」真人實境秀，主持人由本土天團玖壹壹（Nine One One）和寵物阿弟擔任，第一季於蘭嶼拍攝，到當地經營餐酒館，在遠傳friDay影音、YAHOO TV播出，多視角畫面於friDay影音獨家播出。第二季則是前往台東金崙經營民宿，friDay影音、衛視中文台、臺灣電視台於2021年10月22日起播出。

## 節目資訊
極島冒險一共推出二季，分別到蘭嶼開餐酒館、台東金崙經營民宿，秉持公益交友，透過與當地人的互動，建立原鄉情感連結，體驗背後深層的文化價值，也更加認識玖壹壹的真實與反差。

## 播出時間

### 首播
| 頻道       | 所在地 | 播映日期       | 播出時間         |
| 第一季     | 第一季 | 第一季         | 第一季           |
| ---------- | ------ | -------------- | ---------------- |
| friDay影音 | 臺灣   | 2020年12月18日 | 每週五 17:00     |
| YAHOO TV   | 臺灣   | 2020年12月18日 | 每週五 17:00     |
| 第二季     |        |                |                  |
| friDay影音 | 臺灣   | 2021年10月22日 | 每週五 中午12:00 |
| 衛視中文台 | 臺灣   | 2021年10月22日 | 每週五 22:00     |
| 臺灣電視台 | 臺灣   | 2021年10月22日 | 每週五 23:00     |

### 重播
| 頻道       | 所在地 | 播映日期       | 播出時間     |
| 第二季     | 第二季 | 第二季         | 第二季       |
| ---------- | ------ | -------------- | ------------ |
| 台視綜合台 | 臺灣   | 2021年10月23日 | 每週六 21:00 |
| 衛視中文台 | 臺灣   | 2021年10月24日 | 每週日 14:00 |
| 衛視中文台 | 臺灣   | 2021年10月24日 | 每週日 19:00 |

## 分集內容
| 集數 | 播出日期       | 主持人                     | 標題                                              | 嘉賓               |
| ---- | -------------- | -------------------------- | ------------------------------------------------- | ------------------ |
| 1    | 2021年10月22日 | 玖壹壹 洋蔥 春風 健志 阿弟 | 「遛浪」再度出發 「玖壹壹」籌備公益大飯店！       |                    |
| 2    | 2021年10月29日 | 玖壹壹 洋蔥 春風 健志 阿弟 | 極島大飯店SOP 洋蔥健志房務大崩潰                  |                    |
| 3    | 2021年11月5日  | 玖壹壹 洋蔥 春風 健志 阿弟 | 玖壹壹變身木工創意大飯店 洋蔥相遇部落親媽         |                    |
| 4    | 2021年11月12日 | 玖壹壹 洋蔥 春風 健志 阿弟 | 春風竟想奪回主廚位 第一位客人讓三人一秒變啞巴     |                    |
| 5    | 2021年11月19日 | 玖壹壹 洋蔥 春風 健志 阿弟 | 扛行李修電視煮晚餐 大飯店第一夜只有慌亂           |                    |
| 6    | 2021年11月26日 | 玖壹壹 洋蔥 春風 健志 阿弟 | 玖壹壹部落導覽洋蔥結巴大爆汗 車子拋錨卡山上       |                    |
| 7    | 2021年12月3日  | 玖壹壹 洋蔥 春風 健志 阿弟 | 飯店馬桶堵塞健志險翻臉 餐點帶團被遊客狂吐嘈       |                    |
| 8    | 2021年12月10日 | 玖壹壹 洋蔥 春風 健志 阿弟 | 影后身兼極島服務生 第一步全數打槍玖壹壹           | 陳淑芳             |
| 9    | 2021年12月17日 | 玖壹壹 洋蔥 春風 健志 阿弟 | 玖壹壹義剪掀起部落時尚風 吳慷仁擠身健志吧台調酒師 | 陳淑芳、吳慷仁     |
| 10   | 2021年12月24日 | 玖壹壹 洋蔥 春風 健志 阿弟 | 玖壹壹攜手吳慷仁卻分道揚鑣 海灘運動會起內鬨       | 吳慷仁             |
| 11   | 2021年12月31日 | 玖壹壹 洋蔥 春風 健志 阿弟 | 玖壹壹實槍打獵嚇破膽 驚喜住客勾回與飛魚的約定     | 吳慷仁、芋頭、家旭 |
| 12   | 2022年1月7日   | 玖壹壹 洋蔥 春風 健志 阿弟 | 離別掛心部落長者 玖壹壹真性情淚灑金崙             |                    |

## 外部連結
- 《極島冒險》Youtube頻道 （页面存档备份，存于）
- 《極島冒險》Facebook
- 《極島冒險》Instagram